# Spheropistha miyashitai
Spheropistha miyashitai is een spinnensoort in de taxonomische indeling van de kogelspinnen (Theridiidae).
Het dier behoort tot het geslacht Spheropistha. De wetenschappelijke naam van de soort werd voor het eerst geldig gepubliceerd in 1998 door Tanikawa.